# Ntem
Ntem es un departamento de la provincia de Woleu-Ntem en Gabón. En octubre de 2013 presentaba una población censada de 49 712 habitantes. Su chef-lieu es Bitam.
Se encuentra ubicado en el norte del país, cerca del nacimiento del río Campo, también llamado río Ntem, del cual toma el departamento su topónimo. El departamento es fronterizo con Camerún y Guinea Ecuatorial.

## Subdivisiones
Contiene ocho subdivisiones de tercer nivel (población en 2013):
- Comuna de Bitam (27 923 habitantes)
- Cantón de Ekorété (1170 habitantes)
- Cantón de Ntem I (7085 habitantes)
- Cantón de Ntem II (1879 habitantes)
- Cantón de Mvézé (2969 habitantes)
- Cantón de Koum (3206 habitantes)
- Cantón de Kess (3615 habitantes)
- Cantón de Mboa'a (1865 habitantes)